# Kłębik

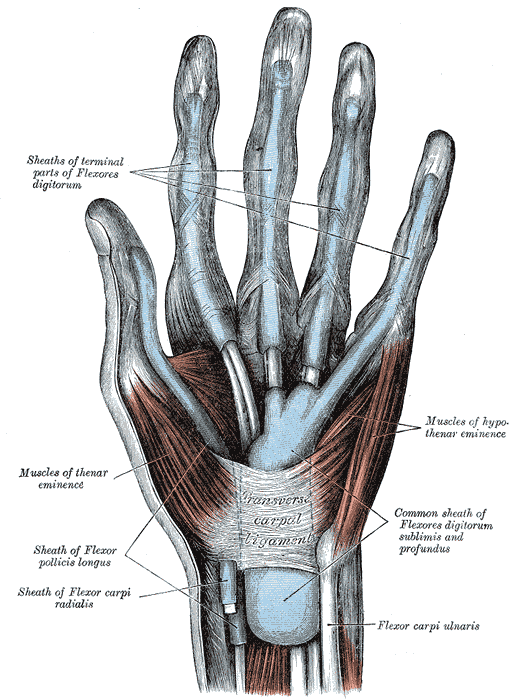
Powierzchnia dłoniowa ręki.
Mięśnie kłębika uwidocznione są po stronie prawej.

Kłębik, kłąb palca małego, wyniosłość kłębika (łac. hypothenar, eminentia hypothenaris) – w anatomii człowieka uwypuklenie na przyśrodkowej stronie dłoniowej powierzchni ręki, u podstawy palca małego. Kłębik tworzony jest przez cztery mięśnie: położony najgłębiej mięsień przeciwstawiacz palca małego, bardziej powierzchowne mięsień odwodziciel palca małego i mięsień zginacz krótki palca małego, a także leżący bezpośrednio pod skórą mięsień dłoniowy krótki. Od kłębu oddzielony jest wgłębieniem dłoniowym.